# Vyžuonos
Vyžuonos è una città del distretto di Utena della contea omonima, nel nord-est della Lituania. Secondo un censimento del 2011, la popolazione ammonta a 512 abitanti.
Costituisce il centro più importante dell’omonima seniūnija.

## Nome

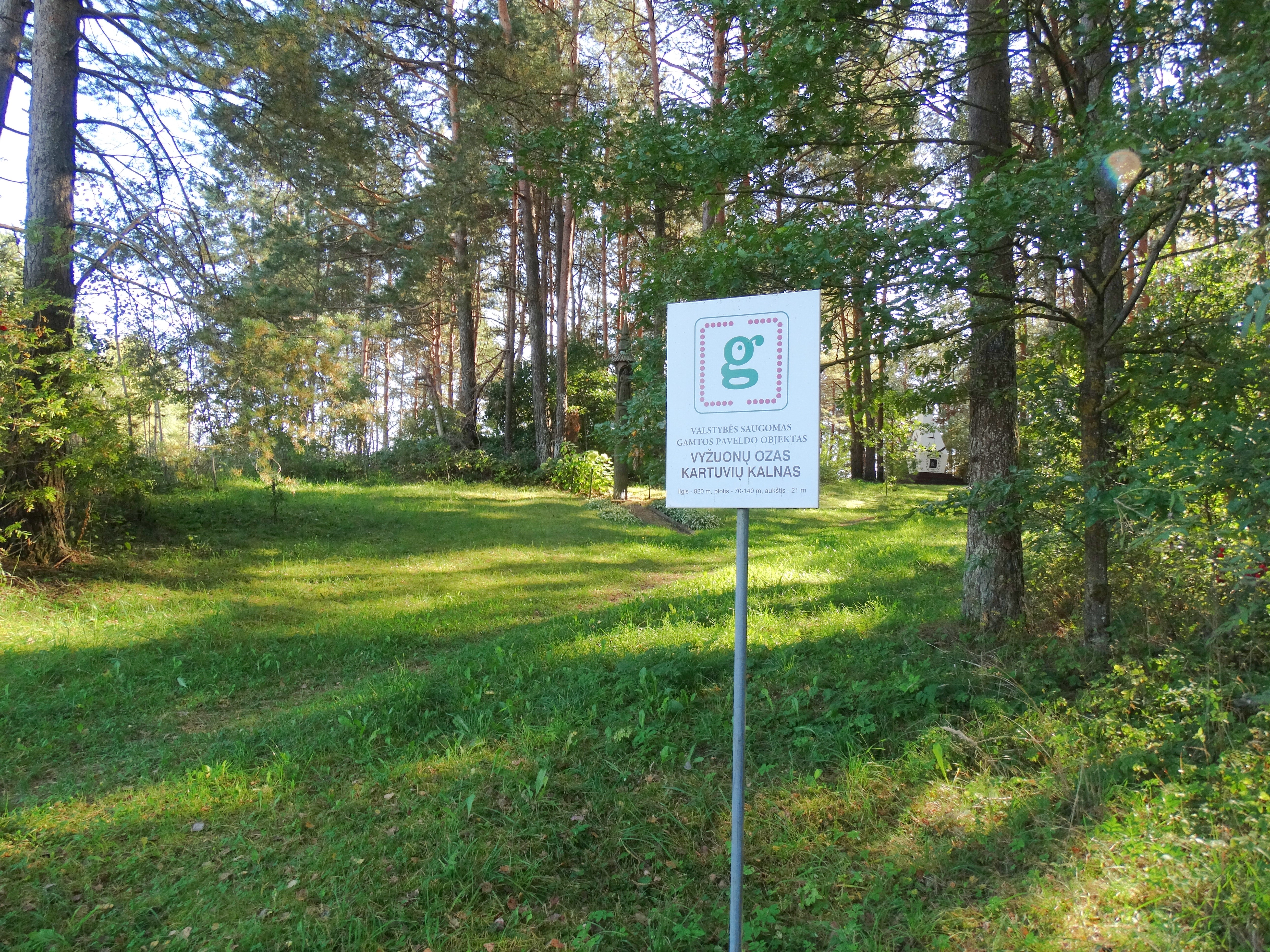
Il cartello indica l’inizio del percorso tra i boschi della collina Vyžuonos su cui, secondo la leggenda e in un punto imprecisato, brucerebbe un fuoco eterno

Secondo la leggenda, l’etimo è da ricondurre al nome della dea pagana Vyza, che aveva la forma di un levriero. Si dice anche che un fuoco eterno bruci sulla vicina collina di Vyžuonos (in lituano Kartuvių kalnas, collina a forma di patata). Al di là di questa ipotesi fantasiosa, è più probabile che il termine derivi dall’omonimo fiume che attraversa la città, un affluente dello Šventoji.

## Storia

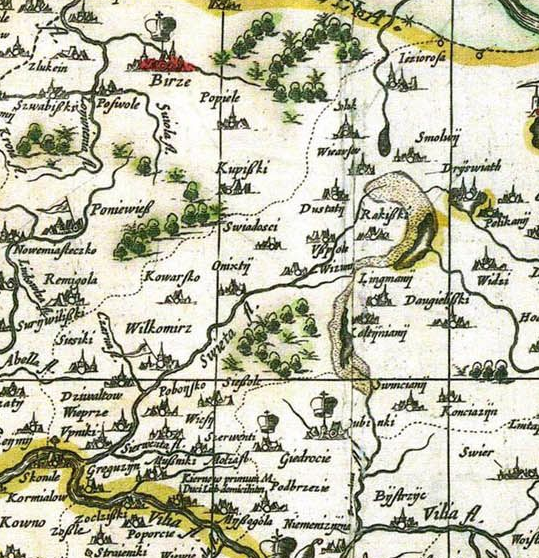
Vyžuonos (Wizuny) in una mappa di M. K. Radvilos 1613 rappresentante il Magni Ducatus Lithuaniae, et Regionum Adiacentium exacta Descriptio (particolare)

Vyžuonos è menzionato per la prima volta in atti ufficiali nel 1406. La prima chiesa cattolica fu costruita un secolo dopo, mentre dal 1600 Vyžuonos fu formalmente considerato a livello amministrativo alla stregua di un centro abitato nel Voivodato di Vilnius.
Anche Vyžuonas, come diversi insediamenti vicini (ad esempio Sudeikiai e Alanta) entrò a far parte dei possedimenti della  famiglia Radziwiłł. Per decenni, in quest'area vi fu un'aspra lotta religiosa tra cattolici e calvinisti che mise in discussione l'autorità della Chiesa: d'altronde, tale fenomeno, sebbene più raro in Lituania, fu assai presente in altre aree d’Europa.
Durante la Grande guerra del Nord, quasi tutta Vyžuonas fu bruciata a causa dell'invasione svedese. Dal 1831, tra la popolazione locale sorsero gruppi di ribelli contrari al Governo nazionale.
Il 1 giugno 1919 è testimoniata una lotta tra le forze armate lituane e i bolscevichi per il controllo della regione. Nel periodo tra le due guerre, non mancarono attivisti contrari all'URSS: il centro abitato si sviluppò soprattutto con l'agricoltura. Nel 1931 fu costruito un monumento a Vitoldo.
Nel luglio 1941, 67 ebrei furono massacrati dalle Einsatzgruppen nella foresta di Vyžuonos. Sul luogo dell'esecuzione, è stato eretto un monumento commemorativo. 
Dopo la seconda guerra mondiale, anche Vyžuonos divenne sede di fattorie collettive già dalla fine del 1945. Fu costruito poi un ospedale e una biblioteca, oltre a una casa della cultura nel 1951. Nel 1970 è stata costruita una nuova scuola.
Nel 2005 lo stemma attuale di Vyžuonos, che rappresenta uno žaltys, è divenuto quello ufficiale.

## Galleria d’immagini

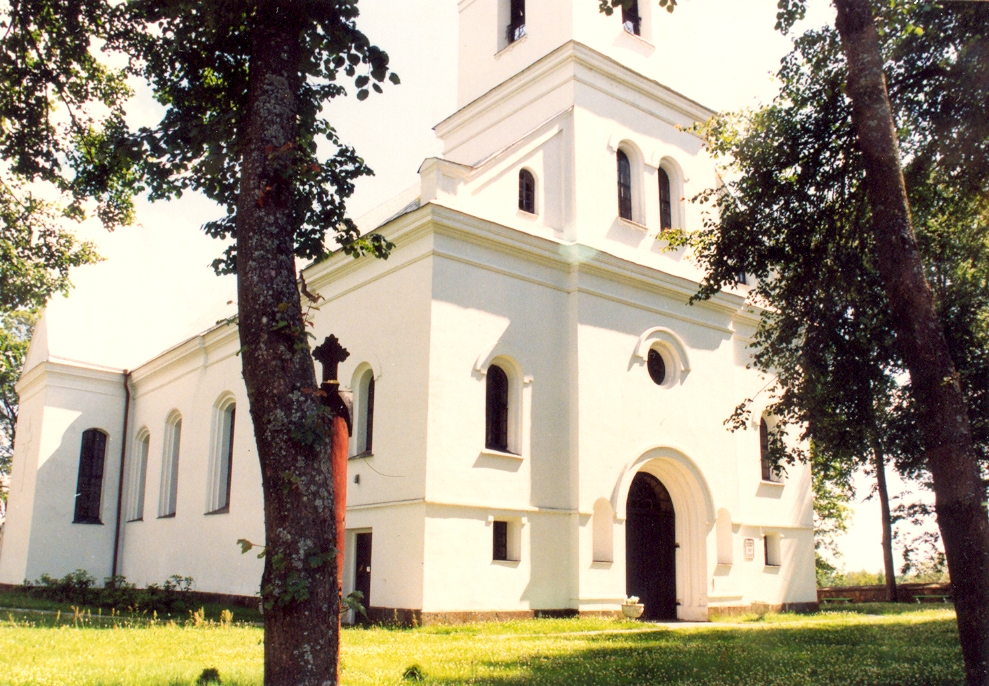
Chiesa di San Giorgio
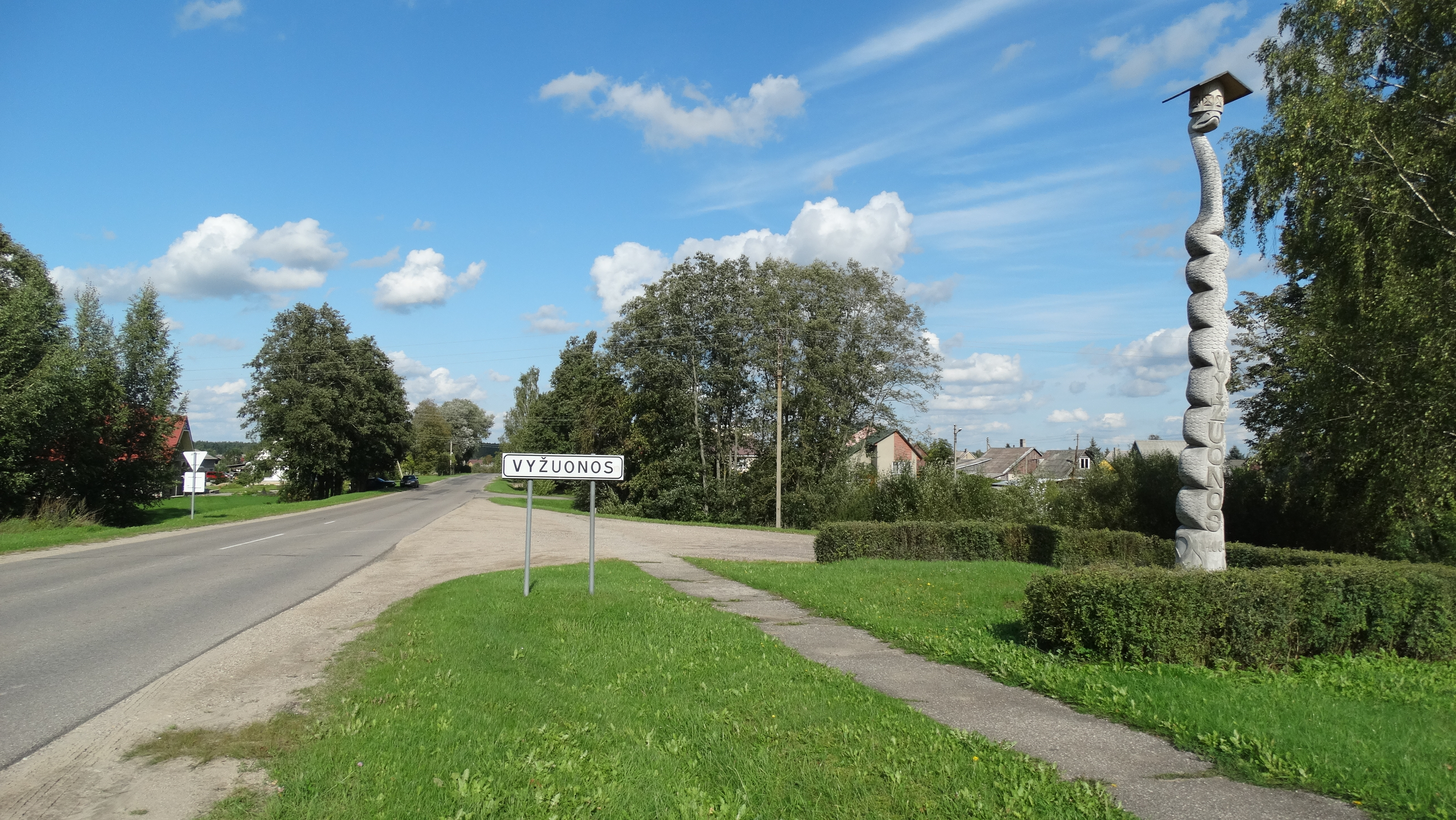
Monumento a forma di serpente sulla scia dello stemma cittadino
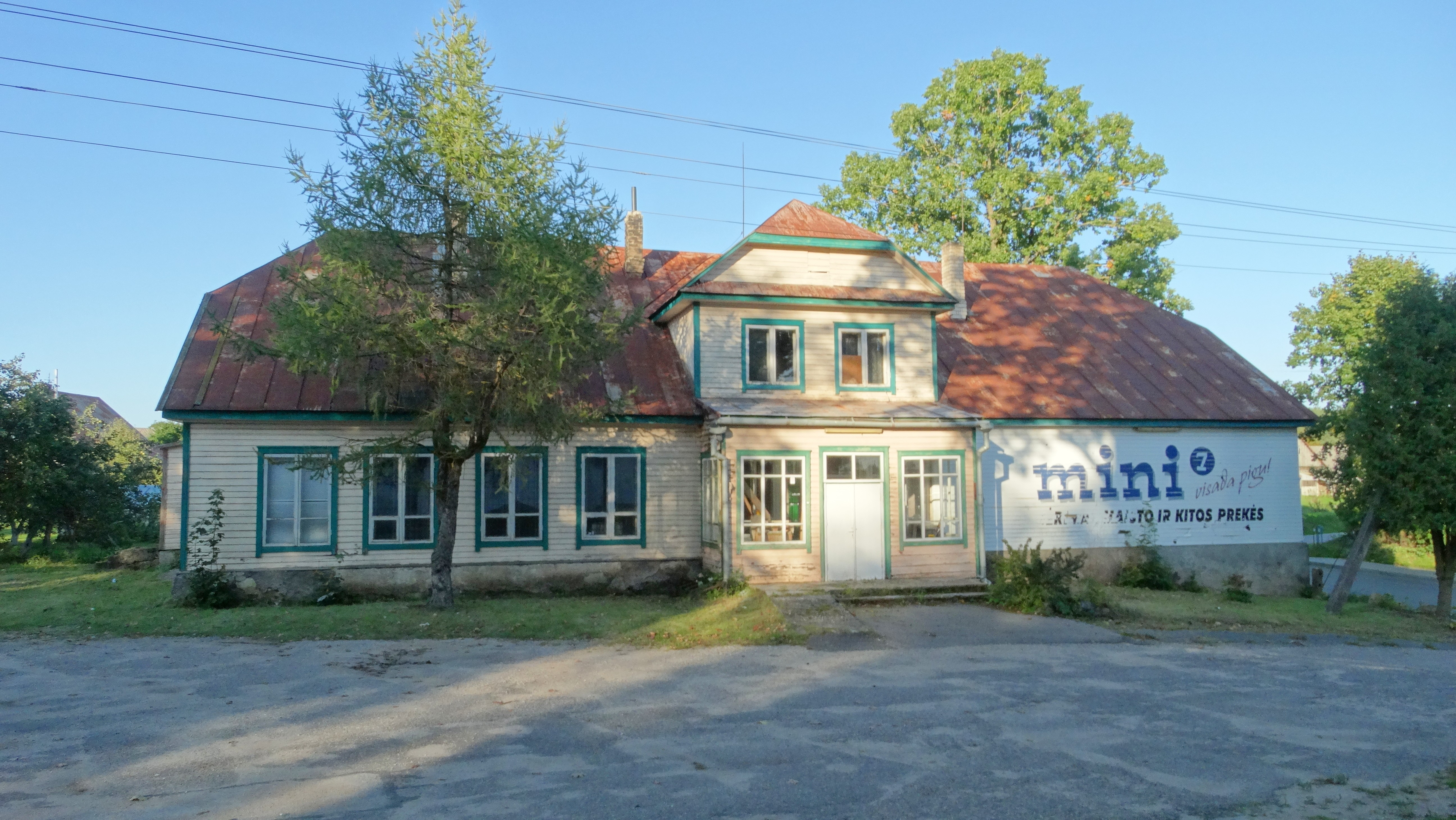
Edificio ricco di storia: ex abitazione, ex ostello, ex negozio
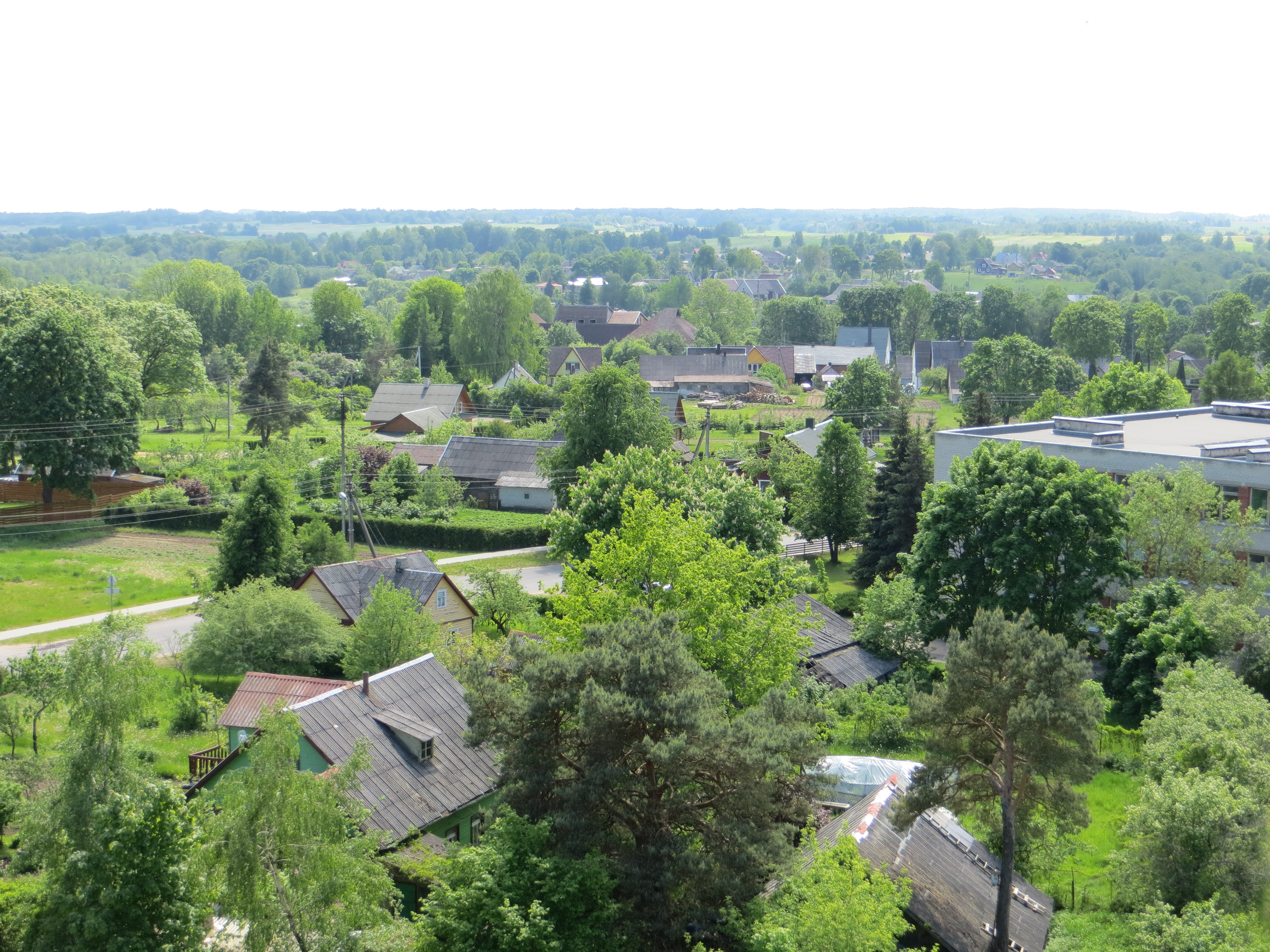
Vista dall’alto